# Frank Klose
Frank Klose (* 12. Oktober 1958 in Osterode am Harz; † 20. Mai 2015) war ein deutscher Reise- bzw. Motorrad-Journalist sowie Sachbuchautor.

## Leben
Frank Klose wuchs im Harz auf und widmete sich seit seiner Jugend der Geologie. Der daraus entstehende Berufswunsch Geologe schien ihm jedoch wegen der Einstellung des Harzer Bergbaus nicht sinnvoll. So beschränkte sich seine geologische Tätigkeit auf das Verfassen des Mineralienführers Westharz (1983) und des Mineralienführers Ostharz (1990). Zu dieser Zeit wechselte er auch das Metier und war für die Special-Interest-Zeitschrift Bike tätig. Nebenbei entstanden während dieser Zeit  sieben Mountainbikeführer, die vom Delius Klasing Verlag, Bielefeld, als Teil der Bike-Touren-Reihe veröffentlicht wurden.
Seit 1997 widmete sich Klose vermehrt dem Genre Motorrad und erstellte Reisereportagen und Tourenbeschreibungen. Hinzu kam auch immer mehr die Fotografie. 2007 gründete er das Motorradreisemagazin Motorrad & Reisen und war bis zu seinem Tod als Herausgeber und Chefredakteur tätig. Insgesamt verfasste er 37 Reise- und Tourenbücher. 
Am 20. Mai 2015 starb Frank Klose im Alter von 56 Jahren an den Folgen eines Herzinfarktes.

## Werke
- Strukturelle und magnetische Eigenschaften von Ce-Fe- und CeH≈2-Fe-Vielfachschichten, Dissertation an der Universität Göttingen 1993, vorgelegt von Frank Klose, DNB 942256328.
- Bruckmanns Atlas der Alpenstrassen: Über 600 Alpenstraßen, Bruckmann, München 2005, ISBN 978-3-7654-3901-8.
- mit Nick Lass: Dolomiten und Südtirol: Roadbooks, Karten, Tipps, Bruckmann, München 2011, ISBN 978-3-7654-5639-8 (= Bruckmanns Motorradführer).